# 10654 Bontekoe
A 10654 Bontekoe (ideiglenes jelöléssel 6673 P-L) egy kisbolygó a Naprendszerben. Cornelis Johannes van Houten,  Ingrid van Houten-Groeneveld és Tom Gehrels fedezte fel 1960. szeptember 24-én.